# Трем
Трем је наткривени простор, галерија или ходник код кога једну уздужну страну обликује затворена површина (зид, стена), а другу низ стубова или пиластера који носе кровну конструкцију. Најчешће је део грађевине, али може бити и самостална архитектонска целина. Као део грађевине пре тако да се отвара према спољашњем простору и налази се на улазу зграде и може да се протеже њеном целом дужином.
Као посебна врста трема јавља се портик (лат. porticus) — трем који има кров подржан стубовима. Обично води ка улазним вратима грађевине.
У српском народном неимарству трем се најчешће називао ајат.

## Историја
У архитектури античких народа као архитектонски елемент појавио се као комуникацијски простор за шетњу, одмор, састанке или трговање у топлијим крајевима или крајевима са великим бројем дана са падавинама током године. Тремове су имале и сакралне и световне грађевине у Египту, Кини, Индији и Јапану, а затим у класичној Грчкој и Риму. Преузели су га и старохришћански, византијски и исламски неимари. У старохришћанској архитектури из трема се у романици и готици развио клаустар код манастира. Слична архитектонска решења налазе се и у ренесанси, бароку и класицизму (перистил у приземљу палата, лође, колонаде, објекти у оквиру вртне архитектуре).
Слични по функцијама са тремом су балкон, веранда или лођа у савременој архитектури. Тремови су обично једноставне конструкције и правоугаони или квадратни али могу да буду и кружних и завојитих облика.
- Трем Кнежевог двора у Дубровнику, Хрватска
- Трем сламнате колибе на Мадагаскару
- Застакљени трем
- Двоспратни трем
- Закривљени трем на модерној грађевини

### Трем у народном неимарству у Србији
Трем или ајат као архитектонски елемент примењује се и у народном неимарству. Најчешће дрвене ограде и стубови трема често су богато изрезбарени.
У народном неимарству код Срба трем као архитектонски елеменат јавља се код моравске куће или моравке. Моравска кућа се гради најчешће у долини Мораве али и у целој источној Србији. Појава овог типа куће последица је миграционих кретања. Ове области населило је становништво Косова и Метохије а једним делом и Македоније. Досељеници су донели не само форму и облик куће већ и начин грађења. Kуће моравског простора су углавном бондручаре. Просторна организација почива на дводелној кући са два одељења и подужним тремом. Трем на подужној страни чини особеност овога типа куће и једно од њених обележја. Трем се у даљем развоју предваја у два дела: у ајат који остаје при земљи и доксат који је изнад тла и служи као мирнији и издвојени простор за седење и одмор. Касније ће доксат прерасти у ново одељење у развоју дводелне куће.
Трем (ајат, дивана) је, према Александру Дероку, отворена просторија куће под кровом. То је „практичан и нужан простор за рад и живот сељаков, он врши везу између куће и дворишта; на њему се ради много који посао лети а ноћу се лети може на њему и спавати, он је најзад, и као нека врста отвореног предсобља”. Трем није део који је додат основи куће већ представља једну од просторија обухваћених четвороуглом основе. Покривен је истим кровом, али је једна страна остављена са отворена према спољашњем простору, са дрвеним ступцима као носачима кровне конструкције. Трем може бити у равни дворишта или одигнут на један или више степеника. Може се пружати целом једном страном куће или само делимично. Тремови који се пружају целом дужином куће преовлађују, на пример, код војвођанских кућа, а јављају се често и код моравске куће.
Поред тога што је део просторног развоја моравске куће он је и снажан елеменат њеног ликовног обележја. У почетку грађен у гредном систему са стубовима и јастуцима од дрвета у каснијем времену на овај систем се додају, на разне начине, лучне испуне. У даљој тежњи за ликовним ефектима, ови полукружни луци добијају преломне линије тако да постају китњасте аркаде. У неким случајевима трем је комбинован са уласком у подрум. У таквим случајевима обично се користи чак и благ пад терена и улаз у подрум је постављен са ниже стране. Изнад таквог улаза поставља се један део трема, такозвани доксат или дивана.